# Jingos
 (mai 2012).
Si vous disposez d'ouvrages ou d'articles de référence ou si vous connaissez des sites web de qualité traitant du thème abordé ici, merci de compléter l'article en donnant les références utiles à sa vérifiabilité et en les liant à la section « Notes et références ».
 (septembre 2008).
Améliorez-le ou discutez des points à vérifier. 
Le terme Jingo désigne l'élite canadienne-britannique du début du XXe siècle, alors obsédée par l'impérialisme britannique. Le jingoïsme fait état d'un zèle excessif envers tout ce qui était britannique et WASP : (White Anglo-Saxon Protestant). Les jingos faisaient preuve d'un certain racisme notamment envers les Canadiens français et préconisaient la supériorité - voire la domination - de la langue anglaise, du protestantisme et des coutumes britanniques dans le monde. Ils appuyèrent sans réserve la participation du Canada dans la seconde guerre des Boers. Fort au début du XXe siècle, ce mouvement s'est par la suite rapidement essoufflé. Il ne s'est d'ailleurs pas avéré un moteur important de l'opinion publique canadienne-britannique dès qu'il fut question de la participation canadienne à la Première Guerre mondiale.